# Astaena pubescens
Astaena pubescens är en skalbaggsart som beskrevs av Hermann Burmeister 1855. Astaena pubescens ingår i släktet Astaena och familjen Melolonthidae. Inga underarter finns listade.